# Tubarão-de-pala
O tubarão-de-pala (nome científico: Sphyrna tiburo) é um pequeno tubarão da família dos esfirnídeos (Sphyrnidae), ou seja, dos tubarões-martelo.

## Etimologia
O nome vernáculo cação provavelmente foi construído com a aglutinação do verbo caçar e o sufixo -ão de agente. Foi registrado pela primeira vez no século XIII como caçon, e depois em 1376 como caçom e 1440 como caçõoes. Tubarão, por sua vez, tem origem obscura, mas pode derivar de alguma das línguas nativas do Caribe. Seu registro mais antigo ocorre em 1500, como tubaram, na Carta de Pero Vaz de Caminha, e então como tuberão, em 1721.

## Descrição
O tubarão é caracterizado por uma cabeça larga, lisa e em forma de pá, possui o menor cefalofólio (cabeça de martelo) de todas as espécies de Sphyrna. O corpo é marrom-acinzentado na parte superior e mais claro na parte inferior. Normalmente, os tubarões-cabeça-chata têm cerca de 80 a 90 centímetros (2,6 a 3,0 pés) de comprimento, com um tamanho máximo de cerca de 150 centímetros (4,9 pés).

## Morfologia
Os tubarões-de-pala são os únicos tubarões conhecidos por exibir dimorfismo sexual na morfologia da cabeça. As fêmeas adultas têm uma cabeça amplamente arredondada, enquanto os machos possuem uma protuberância distinta ao longo da margem anterior do cefalofólio. Essa protuberância é formada pelo alongamento das cartilagens rostrais dos machos no início da maturidade sexual e corresponde temporalmente ao alongamento das cartilagens do clásper.

## Evolução
Usando dados da análise do mtDNA, um cientista descobriu que a evolução dos tubarões-martelo provavelmente começou com um táxon que tinha um cefalofólio altamente pronunciado (provavelmente semelhante ao Eusphyra blochii), e mais tarde foi modificado por meio de pressões seletivas. Assim, a julgar por seu cefalofólio menor, os tubarões-de-pala são os desenvolvimentos mais recentes de um processo evolutivo de 25 milhões de anos.

## Distribuição e habitat
Embora ainda seja abundante no Oceano Atlântico Norte e no Golfo do México, tornou-se significativamente menos comum no Mar do Caribe e foi quase extirpado da maior parte do Atlântico Sul e do Pacífico. Frequenta estuários rasos e baías sobre ervas marinhas, lama e fundos arenosos.

## Ecologia

### Dieta

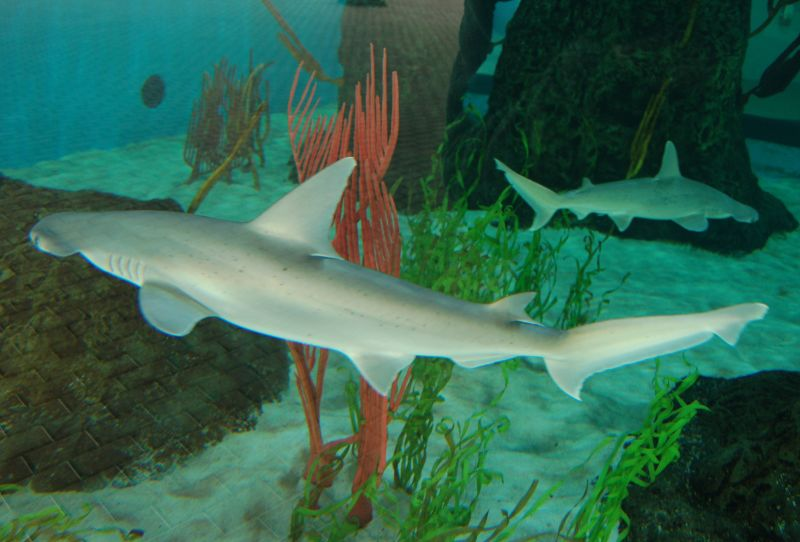
Tubarões-de-pala em aquário

Os tubarões-de-pala também ingerem grandes quantidades de ervas marinhas, que compõe cerca de 62,1% da massa do conteúdo intestinal. A espécie parece ser onívora, o único caso conhecido de alimentação de plantas em tubarões. O tubarão pode realizar esta atividade para proteger seu estômago contra as carapaças espinhosas do caranguejo-azul (Callinectes sapidus) do qual se alimenta. Um estudo de 2018 com uma dieta de ervas marinhas marcadas com isótopos de carbono descobriu que eles podiam digerir ervas marinhas com pelo menos eficiência moderada, com 50 ± 2% de digestibilidade da matéria orgânica de ervas marinhas e tinham atividade enzimática de degradação de componentes de celulose em seu intestino posterior.

## Reprodução
Os tubarões-de-pala têm um dos períodos de gestação mais curtos entre os tubarões, durando apenas 4,5-5 meses. Uma fêmea produziu um filhote por partenogênese. O nascimento ocorreu no Zoológico Henry Doorly em Nebrasca; A análise de DNA mostrou uma combinação perfeita entre mãe e filhote.

## Conservação
O tubarão-de-pala foi anteriormente classificado como uma espécie de menor preocupação pela União Internacional para a Conservação da Natureza (UICN / IUCN) em sua Lista Vermelha. É fortemente alvo da pesca comercial e recreativa e constitui até 50% de todos os desembarques de pequenos tubarões no leste dos Estados Unidos, mas ainda é razoavelmente abundante lá, bem como nas costas atlânticas das Baamas e do México. No entanto, declínios significativos foram relatados no Mar do Caribe e na América Central Atlântica e declínios maciços, juntamente com o desaparecimento generalizado na costa atlântica da América do Sul, bem como na maior parte do alcance do tubarão no Pacífico, levando-o a ser elevado a 'em perigo' em 2020. Desde outubro de 2021, foi classificado como amplamente esgotado pela UICN.
Em 2005, no Brasil, foi listado como vulnerável na Lista de Espécies da Fauna Ameaçadas do Espírito Santo; em 2007, como vulnerável na Lista de espécies de flora e fauna ameaçadas de extinção do Estado do Pará; em 2014, como em perigo no Livro Vermelho da Fauna Ameaçada de Extinção no Estado de São Paulo e criticamente em perigo na Portaria MMA N.º 444 de 17 de dezembro de 2014; em 2017, como criticamente em perigo na Lista Oficial das Espécies da Fauna Ameaçadas de Extinção do Estado da Bahia; e em 2018, como criticamente em perigo no Livro Vermelho da Fauna Brasileira Ameaçada de Extinção do Instituto Chico Mendes de Conservação da Biodiversidade (ICMBio).
1. 1 2 3 4  Pollom, R.; Carlson, J.; Charvet, P.; Avalos, C.; Bizzarro, J.; Blanco-Parra, M. P.; Bell-lloch, A. Briones; Burgos-Vázquez, M. I.; Cardenosa, D.; Cevallos, A.; Derrick, D.; Espinoza, E.; Espinoza, M.; Mejía-Falla, P. A.; Navia, A. F.; Pacoureau, N.; Pérez Jiménez, J. C.; Sosa-Nishizaki, O. (2021). «Sphyrna tiburo». União Internacional para a Conservação da Natureza (UICN / IUCN). Lista Vermelha da União Internacional para a Conservação da Natureza. 2021: e.T39387A205765567. doi:10.2305/IUCN.UK.2021-3.RLTS.T39387A205765567.en. Consultado em 29 de abril de 2022
2. ↑  «Sphyrna tiburo (Linnaeus, 1758)». Integrated Taxonomic Information System - Report (ITIS)
3. ↑  «Conheça o tubarão que é quase vegetariano». Revista Galileu. 1 de janeiro de 2018. Consultado em 29 de abril de 2022. Cópia arquivada em 29 de abril de 2022
4. ↑  Grande Dicionário Houaiss, verbete cação
5. ↑  Grande Dicionário Houaiss, verbete tubarão
6. ↑  Carpenter, Kent E. «Sphyrna tiburo (Linnaeus, 1758)». FishBase
7. ↑  Kajiura, S. M.; Tyminski, J. P.; Forni, J. B.; Summers, A. P. (2005). «The sexually dimorphic cephalofoil of bonnethead sharks, Sphyrna tiburo». The Biological Bulletin. 209 (1): 1–5. JSTOR 3593136. PMID 16110088. doi:10.2307/3593136
8. ↑  «Hammerhead shark study shows cascade of evolution affected size, head shape». ScienceDaily (em inglês). Consultado em 24 de novembro de 2020
9. ↑  Lang, Hannah (29 de junho de 2017). «This Shark Eats Grass, and No One Knows Why». National Geographic
10. ↑  Michael, Scott W. (2001). Aquarium Sharks & Rays - An Essential Guide to Their Selection, Keeping, and Natural History. Neptune City, Nova Jérsei: T.F.H Publications, Inc.
11. ↑  Leigh, Samantha C.; Papastamatiou, Yannis P.; German, Donovan P. (2018). «Seagrass digestion by a notorious 'carnivore'». Proceedings of the Royal Society B: Biological Sciences. 285 (1886): 20181583. ISSN 0962-8452. PMC 6158537. doi:10.1098/rspb.2018.1583
12. ↑  Ian Sample (5 de setembro de 2018). «First known omnivorous shark species identified». The Guardian. Consultado em 5 de setembro de 2018. Cópia arquivada em 30 de abril de 2022
13. ↑  «Captive shark had 'virgin birth'». BBC News. 23 de maio de 2007. Cópia arquivada em 30 de abril de 2022
14. ↑  «Lista de Espécies da Fauna Ameaçadas do Espírito Santo». Instituto de Meio Ambiente e Recursos Hídricos (IEMA), Governo do Estado do Espírito Santo. Consultado em 7 de julho de 2022. Cópia arquivada em 24 de junho de 2022
15. ↑  Extinção Zero. Está é a nossa meta (PDF). Belém: Conservação Internacional - Brasil; Museu Paraense Emílio Goeldi; Secretaria do Estado de Meio Ambiente, Governo do Estado do Pará. 2007. Consultado em 2 de maio de 2022. Cópia arquivada (PDF) em 2 de maio de 2022
16. ↑  Bressan, Paulo Magalhães; Kierulff, Maria Cecília Martins; Sugleda, Angélica Midori (2009). Fauna Ameaçada de Extinção no Estado de São Paulo - Vertebrados (PDF). São Paulo: Governo do Estado de São Paulo, Secretaria de Infraestrutura e Meio Ambiente do Estado de São Paulo (SIMA - SP), Fundação Parque Zoológico de São Paulo. Consultado em 2 de maio de 2022. Cópia arquivada (PDF) em 25 de janeiro de 2022
17. ↑  «PORTARIA N.º 444, de 17 de dezembro de 2014» (PDF). Instituto Chico Mendes de Conservação da Biodiversidade (ICMBio), Ministério do Meio Ambiente (MMA). Consultado em 24 de julho de 2021. Cópia arquivada (PDF) em 12 de julho de 2022
18. ↑  «Lista Oficial das Espécies da Fauna Ameaçadas de Extinção do Estado da Bahia.» (PDF). Secretaria do Meio Ambiente. Agosto de 2017. Consultado em 1 de maio de 2022. Cópia arquivada (PDF) em 2 de abril de 2022
19. ↑  «Livro Vermelho da Fauna Brasileira Ameaçada de Extinção» (PDF). Brasília: Instituto Chico Mendes de Conservação da Biodiversidade (ICMBio), Ministério do Meio Ambiente. 2018. Consultado em 3 de maio de 2022. Cópia arquivada (PDF) em 3 de maio de 2018
20. ↑  «Macrobrachium carcinus (Linnaeus, 1758)». Sistema de Informação sobre a Biodiversidade Brasileira (SiBBr). Consultado em 23 de abril de 2022. Cópia arquivada em 2 de maio de 2022